# Характер представления группы
Характер представления группы —  функция на группе, возвращающая след (сумму диагональных элементов) матрицы, соответствующей данному элементу в представлении. 
Обычно обозначаются буквой {\displaystyle \chi }.
Изучением представлений через их характеры занимается теория характеров.

## Определение
Если {\displaystyle f} — конечномерное представление группы {\displaystyle G}, то характер этого представления — это функция из {\displaystyle G} во множество комплексных чисел, заданная следом линейного преобразования, соответствующего элементу {\displaystyle G}. Вообще говоря, след не является гомоморфизмом, а множество следов не образует группы. 

## Свойства
- Характеры эквивалентных представлений совпадают[2].
- Изоморфные представления имеют одинаковые характеры[4].
- Характеры неприводимых не изоморфных между собой представлений конечной группы образуют ортонормированную систему функций[2][5].
- Скалярный квадрат характера неприводимого представления равен единице[2].
- Характер приводимого представления равен сумме характеров всех неприводимых представлений, которые в нем встречаются[2][4].
- Два представления, имеющие одинаковые характеры, эквивалентны[2][6].
- Если представление приводимо, то скалярный квадрат его характера больше единицы[7].
- У взаимно-сопряжённых элементов группы {\displaystyle a} и {\displaystyle b^{-1}ab} характеры равны[7].
- Совокупность характеров всех неприводимых представлений является полной в линейном пространстве функций, определённых на классах сопряжённых элементов[7].
- Для любого элемента группы {\displaystyle a\in G} {\displaystyle \chi (a^{-1})={\overline {\chi (a)}}}[8].
- Для того, чтобы представление было неприводимым, необходимо и достаточно, чтобы скалярный квадрат его характера был равен {\displaystyle 1}[9].